# Bresiliidae
Bresiliidae is een familie van kreeftachtigen uit de klasse van de Malacostraca (hogere kreeftachtigen).

## Geslachten
- Bresilia Calman, 1896
- Encantada Wicksten, 1989